# Gentiana ovatiloba
Gentiana ovatiloba är en gentianaväxtart. Gentiana ovatiloba ingår i släktet gentianor, och familjen gentianaväxter.

## Underarter
Arten delas in i följande underarter:
- G. o. chazaroi
- G. o. michoacana
- G. o. ovatiloba